# Mošeja Mohameda Al-Amina
Mošeja Mohameda Al-Amina (arabsko جامع محمد الأمين), imenovana tudi Modra mošeja, je sunitska muslimanska mošeja v središču Bejruta v Libanonu.
V 19. stoletju so na tem mestu zgradili Zawiya (molitveni kotiček). Desetletja priprav, da bi pridobili dovolj zemljišča ob stari Zawiyi, so končno pripeljala do izgradnje nove mošeje. Slovesno so ga odprli leta 2008.

## Zgodovina
V 19. stoletju so na tem mestu zgradili Zawiya (molitveni kotiček), poimenovan po šejku Abu Nasr al-Yafiju. Suk Abu Nasr je bil na istem območju in je skupaj z Zawiyo deloval do leta 1975. Po prejšnjih prizadevanjih bejrutskih družin je bilo v 1950-ih ustanovljeno združenje Mohamed Al-Amin, da bi Zawiyo zamenjali z mošejo v ime Mohamed in pridobiti več zemlje. Projekt se nikoli ni uresničil. Potrebna so bila desetletja priprav, da so pridobili dovolj zemljišča ob stari Zawiyi za gradnjo nove mošeje. Po donaciji pokojnega premierja Rafica Haririja je bil novembra 2002 položen temeljni kamen za mošejo Mohameda Al-Amina. Slovesno je bila odprta leta 2008. Med gradnjo mošeje na tem vogalu Trga mučenikov so arheologi odkrili velik del glavne rimske ulice (Decumanus Maximus) vzhod-zahod, s tlaki in stebri.
Premier Rafic Hariri je bil umorjen 14. februarja 2005, njegovo truplo pa je pokopano poleg mošeje v središču Bejruta, na Trgu mučenikov v Bejrutu. Mošeja je bila uporabljena za obred Haririjevega pogreba. Ta mošeja je bila uporabljena kot simboličen del arhitekture v Libanonu, saj je bila glavno območje številnih pomembnih političnih in gospodarskih zadev v državi.
Mošeja je bila močno poškodovana v eksplozijah v Bejrutu 4. avgusta 2020. Njeni lestenci in okna so bili razbiti, razbito steklo pa je padlo po tleh.

## Gradnja
Mošeja Mohameda Al-Amina je največja mošeja v Libanonu. V začetnih korakih gradnje te mošeje je Hariri prestal številne ovire, kot so lastninske pravice in financiranje dejanske gradnje. V pripravah za mošejo so bile postavljene table, ki so označevale, da se bo ta gradila. Po donaciji pokojnega premierja Rafica Haririja je bil novembra 2002 položen temeljni kamen. Zasnova spominja na monumentalno arhitekturo Osmanov: pozidano območje obsega približno 11.000 kvadratnih metrov, 48- meter visoko modro kupolo in 65 metrov visoke minarete (postavljene na vogalih mošeje) je mošeja postala dominantna značilnost obzorja mestnega središča Bejruta. Slovesno so jo odprli leta 2008. Mošeja ima več kupol. Vse kupole so pokrite s svetlo modrimi ploščicami. Mošeja ima tudi več visokih lokov. Mošeja ima zelo podobne lastnosti kot Modra mošeja v Carigradu.
Začetek gradnje je Hariri naročil Ogerju Libanu. Hariri je najel tudi Azmija Fakhourija kot glavnega arhitekta za mošejo. Potem ko je bil položen prvi kamen, je bil leta 2003 vlit prvi beton. Do leta 2005 se je začela graditi arhitektura. Glavni kamen, uporabljen za mošejo, je bil rumeni kamen iz Rijada. Medtem ko je za izdelavo te mošeje imel druge arhitekte in umetnike, je Rafic Hariri zelo sodeloval pri izdelavi zunanjega dekorja stavbe.

## Pomen Zavije za Osmansko cesarstvo
Razumevanje vloge, ki jo ima Mohamed pri širjenju islama, je prevladujoče, ker je hodil po skupnostih in pridigal o razodetjih, ki so mu bila dana, in spoznanju o tej novi veri. Obstaja veliko stavb, ki še vedno stojijo in predstavljajo zgodovino, vključno z mošejo Mohameda Al-Amina, za katero se verjame, da je dobila ime po Mohamedu. Osmanski sultan Abdul Hamid je ukazal, da je šejk Mohamed Abu Nasr Al-Yafi prvotno imel mošejo z imenom Zawiya Abu Nasr, nato pa je kasneje nosil ime glede na Mohameda. Zawiya je bil dan sultanu za prebivalce Bejruta, ki so bili muslimani. Znano je, da Zawiya pomeni kot in bi ga lahko povezali z besedo sufizem. Podobnosti med tema dvema besedama je zgodovina, ki izvira iz 19. stoletja in do leta 1853.

## Oblikovanje notranjosti in zunanjosti
Povišana kupola te mošeje je predstavljena tako kot toliko mošej, ki imajo to skupno značilnost. Razumevanje tako notranje kot zunanje zasnove pomaga prikazati pomen stavbe in kako je bila oblikovana. Formalne lastnosti stavbe vključujejo obseg, ornament, materiale, topografijo, poti in svetlobo. Ko se pogleda notranje podrobnosti, se lahko vidi vzorčaste strope in krog kupole. Svetloba, ki je znotraj stavbe ves dan, prihaja iz kvadratnih oken, obkroženih okoli stropa v kupoli. Okras, ki se zdi kot lestenec, visi pred mihrabom in bi ga lahko uporabili kot dodaten vir osvetlitve, ko sonce zaide. Kar se tiče obsega te mošeje, jo obkrožajo štirje minareti, ki so visoki 65 m. Višina teh okoliških minaretov lahko pomaga pri akustiki, saj lahko zvok potuje povsod naokrog, tako da lahko ljudje slišijo ezan.